# 特魯布
特魯布是瑞士的城鎮，位於該國中西部，由伯恩州負責管轄，面積62.03平方公里，五成半土地是森林，海拔高度790米，2011年人口1,373，人口密度每平方公里22人。

## 外部連結
- Trub as root of the Wüthrich family （页面存档备份，存于）